# Barbara Carrera
Pour les articles homonymes, voir Carrera.
Barbara Kingsbury, dite Barbara Carrera, née le 31 décembre 1945 à Bluefields, au Nicaragua, est une actrice américaine. Elle a notamment joué dans L'Île du docteur Moreau (1977) et Jamais plus jamais (1983), film de James Bond non produit par EON Productions.

## Biographie

### Famille et vie privée
Elle est la fille d'une citoyenne nicaraguayenne et d'un fonctionnaire américain de l'ambassade des États-Unis à Managua. Elle s'est mariée trois fois : avec le baron Otto von Hoffman, avec l'acteur Uwe Barden et avec Nicholas Mavroleon, un armateur grec. Elle est depuis divorcée.

### Carrière
Elle a commencé sa carrière comme mannequin lorsqu'elle avait 17 ans pour l'agence Eileen Ford. Ensuite, elle a fait de la publicité à la télévision. Elle apparut pour la première fois dans une publicité pour les bananes Chiquita. Portrait d'une enfant déchue (1970) réalisé par le grand photographe Jerry Schatzberg avec en vedette sa compagne Faye Dunaway (sur le milieu du mannequinat) marqua le début de sa carrière d'actrice de cinéma. Elle joue ensuite le principal rôle féminin de deux films de science-fiction, face à Rock Hudson dans Embryo et Burt Lancaster dans L'Île du docteur Moreau. Puis elle s'essaie à la série western en Indienne, partenaire de Robert Conrad et Richard Chamberlain dans Colorado.
Carrera est une des rares vedettes latinas des années 1980 (avec la brésilienne Sonia Braga et Ana Alicia de Falcon Crest). Sa classe, son mystère envoûtant, sa beauté distante lui interdisent les rôles habituellement dévolus aux actrices sud-américaines. Exotique et atypique, elle se contente d'un personnage superficiel dans Le Jour de la fin du monde, éclipsé par Paul Newman et Jacqueline Bisset, mais s'impose dans la série B (Condorman, J'aurai ta peau) et au côté du prestigieux Peter O'Toole dans la télésuite historique Masada. 
Son personnage le plus célèbre, dans le film de James Bond Jamais plus jamais — qui marquait les retrouvailles de Sean Connery avec son rôle mythique — semble caricatural mais marquant, sa mort spectaculaire laissant le héros dans les bras de l'autre femme, la blonde Kim Basinger.
Après Sean Connery, c'est un autre quinquagénaire qu'elle s'apprête à séduire en la personne de Richard Burton dans Les Oies sauvages 2, mais la mort de ce dernier juste avant le tournage entraîne le film vers une catastrophe artistique et commerciale unique dans les annales du cinéma. C'est sans doute ce qui la conduira de façon un peu prématurée vers la télévision.
Arrive Dallas, qui lui vaut sa plus grande couverture médiatique (en France et ailleurs, la une des magazines télé). Mais le dénouement controversé de cette saison ("effacé" par le réveil de Pamela et la résurrection de Bobby) rompt cet état de grâce. Au cinéma, Carrera est abonnée aux comédies qui passent inaperçues (en tout cas en France) de même que Emma : Queen of the South Seas tourné pour la télévision (un de ses deux rôles titres).
Si Ma belle-mère est une sorcière (1989) avec Bette Davis lui vaut un regain de publicité (la presse parle aussi de l'adaptation de La Favorite de Michel de Grèce), ses rôles suivants la marginalisent encore, et après quelques apparitions télévisées (JAG, That '70s Show), Barbara Carrera s'est depuis retirée des écrans.

## Filmographie partielle
- 1970 : Portrait d'une enfant déchue (Puzzle of a Downfall Child) de Jerry Schatzberg : T.J. Brady
- 1975 : The Master Gunfighter de Frank Laughlin : Eula
- 1976 : Embryo de Ralph Nelson : Victoria
- 1977 : L'Île du docteur Moreau (The Island of Dr. Moreau) de Don Taylor : Maria
- 1978 : Colorado (Centennial) (série télévisée) : Panier d'Argile
- 1980 : Le Jour de la fin du monde (When Time Ran Out…) de James Goldstone : Iolani
- 1981 : Condorman de Charles Jarrott : Natalia
- 1981 : Masada de Boris Sagal (série télévisée) : Sheva
- 1982 : J'aurai ta peau (I, the Jury) de Richard T. Heffron : Dr Charlotte Bennett
- 1982 : Matt Houston (série télévisée, saison 1 épisode 1) : Serena Gambacci
- 1983 : Œil pour œil (Lone Wolf McQuade) de Steve Carver : Lola Richardson
- 1983 : Jamais plus jamais (Never Say Never Again) de Irvin Kershner : Fatima Blush
- 1984 : Péchés de jeunesse (Sins of the Past) de Peter H. Hunt : Terry Halloran
- 1984 : Les Oies sauvages 2 (Wild Geese II) de Peter R. Hunt : Kathy Lukas
- 1985-1986 : Dallas (série télévisée, saison 9, épisodes 7 à 31) : Angelica Nero
- 1987 : The Underachievers de Jackie Kong : Katherine
- 1987 : Magie Rose (Love at Stake) de John Moffitt : Faith Stewart
- 1988 : Emma: Queen of the South Seas (série télévisée) : Emma Coe
- 1989 : Ma belle-mère est une sorcière (Wicked Stepmother) de Larry Cohen : Priscilla
- 1989 : Loverboy de Joan Micklin Silver : Alex Barnett
- 1992 : Lakota Moon de Christopher Cain (téléfilm) : Still Water
- 1996 : Love Is All There Is de Joseph Bologna et Renée Taylor : Maria Malacici
- 1993 : Enquête à fleur de peau (Point of Impact) de Bob Misiorowski : Eva Largo
- 1995 : Russian Roulette - Moscow 95 de Menahem Golan
- 1996 : 200 dollars plus les frais (The Rockford Files: Godfather Knows Best)  de Tony Wharmby (téléfilm) : Elizabetta Fama
- 1998 : JAG (série télévisée, saison 4, épisode 4) : Marcella Paretti
- 1999 : Alec to the Rescue de Derrick Louw : Mme Wong
- 2000 : ’70s Show (That '70s Show) (série télévisée, saison 2, épisode 18) : Barbara
- 2004 : Amy (Judging Amy) (série télévisée, saison 5, épisodes 16 et 22) : Francesca Messina
- 2004 : Illusion Infinity (alias Paradise) de Roger Steinmann : Katherine